# Isogenus nubecula
Isogenus nubecula är en bäcksländeart som beskrevs av Newman 1833. Isogenus nubecula ingår i släktet Isogenus och familjen rovbäcksländor. Arten är reproducerande i Sverige. Inga underarter finns listade i Catalogue of Life.